# Xylosma heterophylla
Xylosma heterophylla är en videväxtart som beskrevs av Ernest Friedrich Gilg. Xylosma heterophylla ingår i släktet Xylosma och familjen videväxter. Inga underarter finns listade i Catalogue of Life.